# العلاقات التوغوية الساموية
العلاقات التوغولية الساموية هي العلاقات الثنائية التي تجمع بين توغو وساموا.

## مقارنة بين البلدين
هذه مقارنة عامة ومرجعية للدولتين:
| وجه المقارنة                                              | توغو            | ساموا                        |
| --------------------------------------------------------- | --------------- | ---------------------------- |
| المساحة (كم2)                                             | 56.78 ألف       | 2.84 ألف                     |
| عدد السكان (نسمة)                                         | 7.80 مليون      | 196.44 ألف                   |
| الكثافة السكانية (ن./كم²)                                 | 137.37          | 69.17                        |
| العاصمة                                                   | لومي            | أبيا                         |
| اللغة الرسمية                                             | لغة فرنسية      | لغة إنجليزية، اللغة الساموية |
| العملة                                                    | فرنك غرب أفريقي | تالا ساموي                   |
| الناتج المحلي الإجمالي (بليون دولار)                      | 4.81 مليار      | 856.63 مليون                 |
| الناتج المحلي الإجمالي (تعادل القوة الشرائية) بليون دولار | 10.67 مليار     | 1.15 مليار                   |
| الناتج المحلي الإجمالي الاسمي للفرد دولار أمريكي          | 559             | 3.94 ألف                     |
| الناتج المحلي الإجمالي للفرد دولار أمريكي                 | 1.43 ألف        | 5.79 ألف                     |
| مؤشر التنمية البشرية                                      | 0.484           | 0.702                        |
| رمز المكالمات الدولي                                      | +228            | +685                         |
| رمز الإنترنت                                              | .tg             | .ws                          |
| المنطقة الزمنية                                           | 00              | ت ع م+13:00                  |

## منظمات دولية مشتركة
يشترك البلدان في عضوية مجموعة من المنظمات الدولية، منها:
| علم المنظمة | اسم المنظمة                                                | تاريخ انضمام توغو | تاريخ انضمام ساموا |
| ----------- | ---------------------------------------------------------- | ----------------- | ------------------ |
|             | وكالة ضمان الاستثمار متعدد الأطراف                         | 15 أبريل 1988     | 27 سبتمبر 2002     |
|             | منظمة الشرطة الجنائية الدولية                              | ?                 | ?                  |
|             | مجموعة دول أفريقيا والكاريبي والمحيط الهادئ                | ?                 | ?                  |
|             | منظمة حظر الأسلحة الكيميائية                               | ?                 | ?                  |
|             | منظمة التجارة العالمية                                     | ?                 | ?                  |
|             | الأمم المتحدة                                              | 20 سبتمبر 1960    | 15 ديسمبر 1976     |
|             | العملية المشتركة للاتحاد الأفريقي والأمم المتحدة في دارفور | ?                 | ?                  |
|             | مؤسسة التمويل الدولية                                      | 4 سبتمبر 1962     | 28 يونيو 1974      |
|             | يونسكو                                                     | 17 نوفمبر 1960    | 3 أبريل 1981       |
|             | مؤسسة التنمية الدولية                                      | 21 أغسطس 1962     | 28 يونيو 1974      |
|             | البنك الدولي للإنشاء والتعمير                              | 1 أغسطس 1962      | 28 يونيو 1974      |
|             | المركز الدولي لتسوية المنازعات الاستشارية                  | 10 سبتمبر 1967    | 25 مايو 1978       |
|             | الاتحاد البريدي العالمي                                    | ?                 | ?                  |
|             | الاتحاد الدولي للاتصالات                                   | 14 سبتمبر 1961    | 7 أكتوبر 1988      |